# Anna Vissi

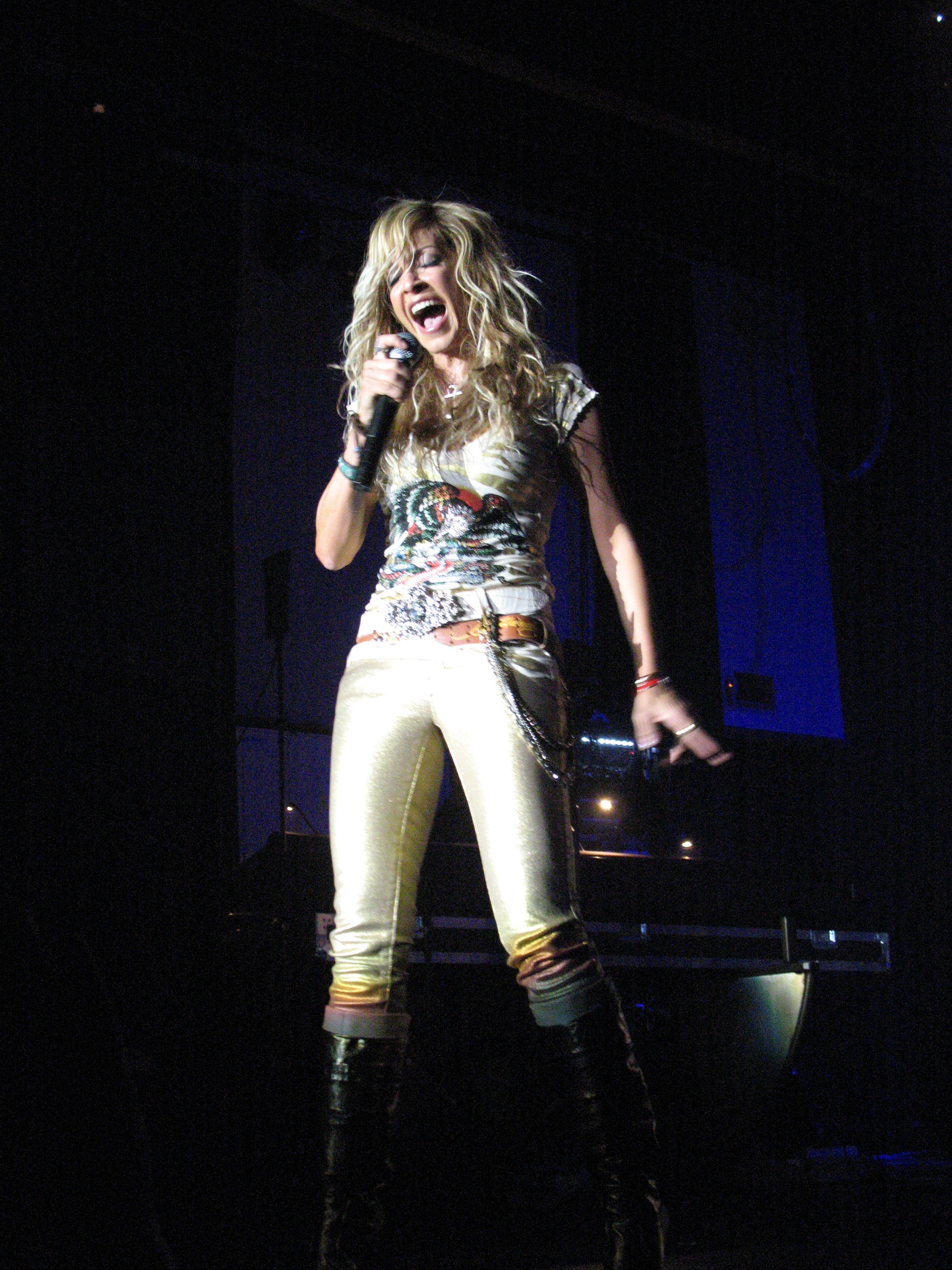
Anna Vissi tijdens haar concert in Amsterdam

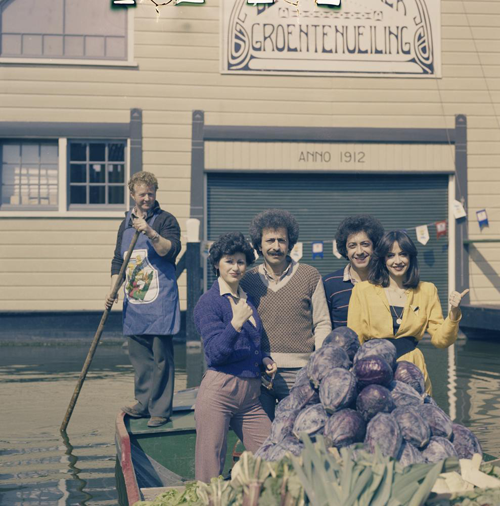
Anna Vissi (rechts) en haar begeleidingsgroep The Epikouri tijdens een fotoshoot voor het Eurovisiesongfestival 1980

Anna Vissi (Grieks: Άννα Βίσση) (Larnaca, 20 december 1957), is een Grieks-Cypriotische zangeres die met name bekend is in Cyprus, Griekenland en de Verenigde Staten. Vissi treedt al sinds de jaren 70 op. In Nederland en België wordt Vissi echter vooral geassocieerd met haar deelnames aan het Eurovisiesongfestival. Haar deelnames tot nog toe:
1. Griekenland - 1980 - Autostop - 13e plaats (Eurovisiesongfestival 1980)
2. Cyprus - 1982 - Mono i agapi - 5e plaats (Eurovisiesongfestival 1982)
3. Griekenland - 2006 - Everything - 9e plaats (Eurovisiesongfestival 2006)

## Carrière
Samen met haar oudere zus Lia Vissi won ze een talentenwedstrijd. In 1973 verhuisde haar familie naar Athene. Ze maakte al snel faam als zangeres en in 1978 werd haar gevraagd om aan het Eurovisiesongfestival deel te nemen. Vissi kreeg twee liedjes voorgeschoteld (Poso S'Agapo en O Kyrios Nobel, maar door onenigheid tussen de componisten van de liedjes werd ze uiteindelijk vervangen door Tania Tsanaklidou. Desalniettemin mocht Vissi in 1980 alsnog naar het songfestival. Ze werd 13de voor Griekenland, met het liedje Autostop. Twee jaar later keerde ze terug naar het songfestivalpodium, maar ditmaal voor Cyprus. Ze werd toen 5de, met het nummer Mono I agapi. In 1983 trouwde Vissi met Nikos Karvelas, een man met wie ze al sinds 1975 succesvol samenwerkte. Ze bleef erg populair; al haar liedjes haalden goud of platina. In 1986 probeerde ze opnieuw voor Cyprus naar het songfestival te gaan, maar werd ze tweede in de Cypriotische preselectie met het lied Thelo na Gino Star. Drie jaar later, in 1989, gebeurde er iets soortgelijks toen ze Griekenland op het songfestival wilde vertegenwoordigen, maar wederom tweede werd met het lied Kleo. In 1989 kreeg ze wel een eigen radioshow.
De daaropvolgende jaren presenteerde Vissi nog vele spectaculaire shows op de Griekse televisie. Maar ook als zangeres bleef ze haar mannetje staan. Het album Travma (1996) haalde in minder dan 2 weken goud en drievoudig platina in 6 maanden. In 1998 bracht ze het nog succesvollere album Antidoto uit, dat in twee weken tijd 80.000 keer over de toonbank ging en alle vorige records brak. Vissi ging ook op tournee in de Verenigde Staten. Op de Miss Universe Verkiezing in 2000 in Cyprus zong ze On a night like this, dat een wereldhit werd door zangeres Kylie Minogue.
In november 2000 kwam Vissi's nieuwe album Kravgi uit dat in enkele uren tijd dubbel platina haalde. Met Everything I am probeerde ze vervolgens door te breken in de Verenigde Staten, maar slaagde daar niet in. In 2004 had ze met Call me echter alsnog een grote hit in Amerika.
In 2006 lukte het haar om voor Griekenland opnieuw mee te doen aan het Eurovisiesongfestival, met het lied Everything. Dat was een dubbel grote eer, omdat het festival dat jaar voor het eerst in de geschiedenis in Griekenland zelf gehouden werd. Everything werd gekozen in een nationale finale waarbij Anna Vissi vijf liederen zong en de Grieken mochten stemmen op hun favoriete lied. Op het Eurovisiesongfestival werd Vissi vooraf door de bookmakers gezien als een kanshebber op de overwinning. Uiteindelijk kwam ze echter niet verder dan een 9e stek, wat als een teleurstelling ervaren werd.

## Trivia
In 2005, bleek ze ook een groot succes in de Verenigde Staten, daar eiste ze de eerste plaats op, op Billboard Dance Charts met haar album Call Me.
- Anna Vissi is door haar lange carrière de best verkopende Griekse vrouwelijke artiest in de geschiedenis. Ze bracht meer dan 25 albums uit, die allemaal staan gecertificeerd als Goud of platina. Haar cd Kravgi uit 2000 werd zeven keer platina.
- Anna Vissi speelde in diverse opera's, waaronder Demones, Mala en Ode To The Gods.
- Ze wordt vaak "The Greek Madonna" genoemd, maar voor haar fans is het "Thea".
- Haar zuster Lia Vissi was ook een zangeres die aan het songfestival deelnam, maar die ambieert nu een politieke carrière.
- Op 5 oktober 2007 gaf zij haar eerste concert in Nederland, in de Melkweg in Amsterdam.

## Discografie

### Griekse albums
- 1977: As Kanoume Apopse Mian Arhi
- 1979: Kitrino Galazio
- 1980: Nai
- 1982: Anna Vissi
- 1982: Eimai To Simera Kai Eisai To Hthes - Goud
- 1984: Na 'Hes Kardia
- 1985: Kati Simveni
- 1986: I Epomeni Kinisi
- 1988: Tora
- 1988: Empnefsi!
- 1989: Fotia - Platina
- 1990: Eimai
- 1992: Emeis
- 1992: Lambo - Platina
- 1994: Re! - Platina
- 1995: O! Kypros
- 1996: Klima Tropiko - 3x Platina
- 1997: Travma - 3x Platina
- 1998: Antidoto - 3x Platina
- 2000: Kravgi - 7x Platina
- 2002: X - 2x Platina
- 2003: Paraksenes Eikones - 2x Platina
- 2004: Live - Platina
- 2005: Nylon - Platina
- 2008: Apagorevmeno - 2x Platina
- 2010: Agapi Einai Esy - Platina
- 2015: Synentefxi
- 2019: Iliotropia

### Engelse albums
- 2000: Everything I Am - Goud

### Singles
- 2000: Agapi Ypervoliki - 4х Platina
- 2000: Everything I Am - Platina
- 2004: Remixes 2004
- 2005: Call Me - Goud
- 2006: Everything - Goud

### Dvd's
- 2001: Anna Vissi: The Video Collection - Goud
- 2005: Anna Vissi Live - Goud